# 中井利之祐
中井 利之祐（なかい りのすけ、1911年〈明治44年〉7月17日 - 没年不明）は、日本の実業家。旧姓・中川。

## 経歴
奈良県・中川亀太郎の三男。1929年、郡山中学校を卒業。中井製膠所経営、康徳化学工業勤務を経て1948年に浪華化学工業を設立、社長に就任する。
浪華化学工業、朝日化学産業各社長、野洲化学工業取締役、大阪膠質ゼラチン工業協同組合、飛島会各理事長、日本にかわゼラチン工業組合副理事長、大阪同和事業協議会副会長などをつとめる。
また民生委員である。

## 人物
趣味は読書。宗教は真宗。住所は大阪市東淀川区飛島町（現・東中島）。

## 家族・親族
中井家
- 養父・利助（1886年 - ?、膠製造業、地家主）
- 妻・静（1912年 - ?、中井利助の三女）[3]
- 長女[1][2]
- 二女[1][2]
- 長男[1][2]
- 二男[1][2]

親戚
- 阪本清一郎（部落解放運動家） - 全国水平社創立メンバーの一人である。